# Tisza-tó turisztikai régió

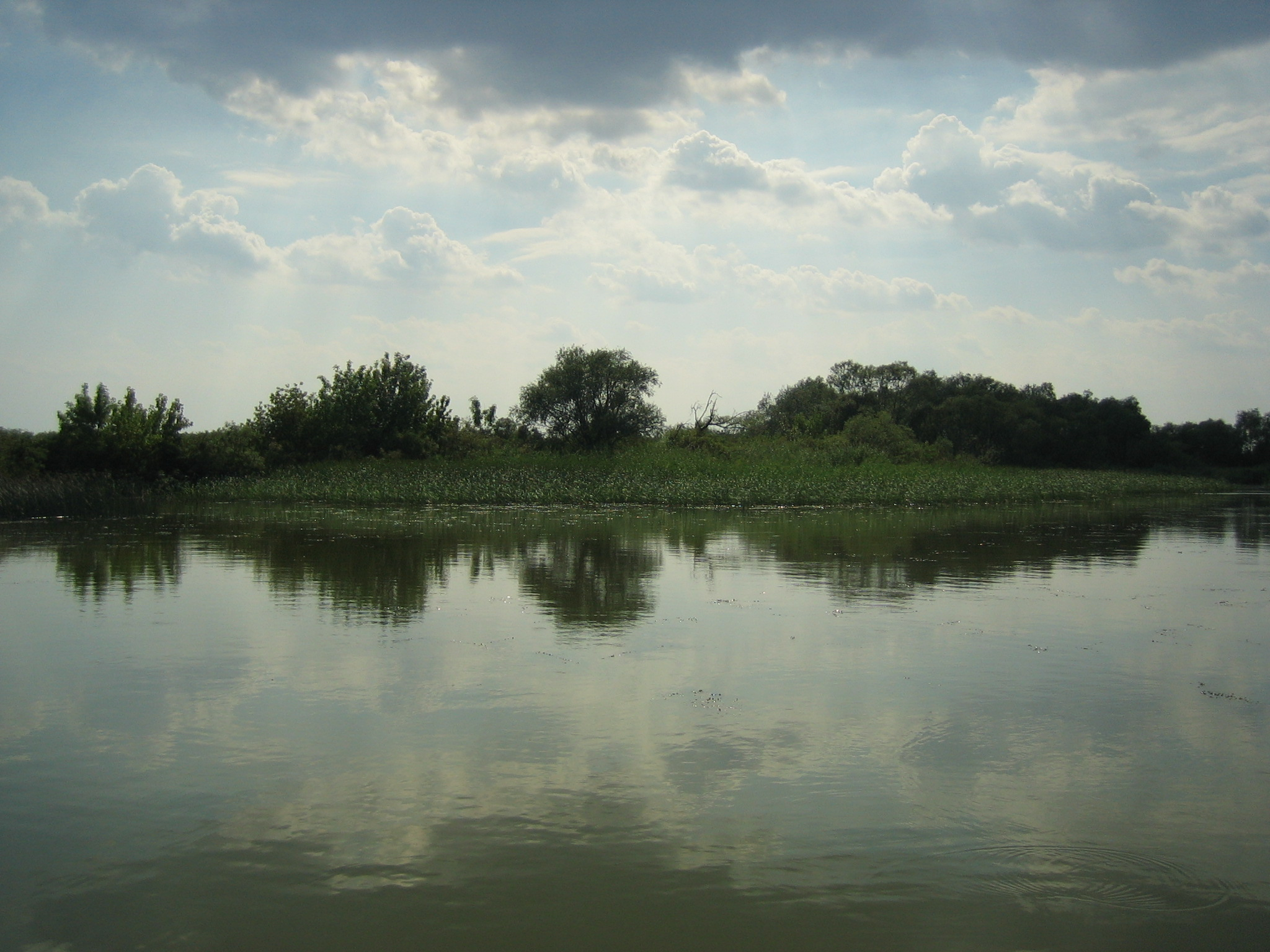
A Tisza-tó látképe

A Tisza-tó turisztikai régiót Borsod-Abaúj-Zemplén, Hajdú-Bihar, Heves és Jász-Nagykun-Szolnok vármegye egy-egy része alkotja. A Tisza-tó 1973-ban, a Kiskörei víztározó tóvá alakításakor jött létre. Idegenforgalmi célú hasznosítását csak később kezdték meg.  

## Tagolása
A Tisza-tó négy nagy nyíltvízű medencéből áll:
- Tiszavalki-medence: hatalmas madárrezervátum, itt található a Tisza-tavi Madárrezervátum
- Poroszlói-medence: kedvelt horgász és túraterület
- Sarudi-medence: családbarát strandok, gyerektáborok és evezőssportok térsége
- Abádszalóki-medence: a strandok és vizisportok térsége

Ezen kívül még nem rendelkezik önálló medencével, de turisztikailag megkülönböztethető a Tiszafüred környéki morotvák, melyekben többnyire a kajakosok, kenusok dominálnak.

## Turisztikai látnivalók

### Épített örökség
- Abádszalókon Babamúzeum és faluház található. Egy hatalmas ókori védrendszer maradványa a Csörsz árka, mely Ároktő egyik turisztikai látnivalója.
- Átányi Kakas-ház, mely tájházként mutatja a község lakóinak közelmúltbéli életét. Hortobágyon a Nyugati Fogadóház, mely a Hortobágyra jellemző kézműves mesterségek élőképszerű megjelenítését teszi lehetővé.
- Karcagon található a Nagykunsági Tájház, Györffy István Nagykun Múzeum, Orvos- és Patika történeti kiállítás, a Szélmalmi Fogadóház és a szélmalom.
- Mezőcsáton két tájház és a kazettás mennyezetű református templom is megtekinthető.
- Tiszabura sok látnivalója közül néhány: Bárczay kúria, Emlékpark, Erzsébet liget, Református templom, Tájház, Szapáry-kápolna.
- Tiszafüreden a fazekas, kosárfonó és bőrműves műhelyekbe és múzeumokba tehetnek látogatást a turisták.
- Berekfürdőn a Szovjet repülőtér titkai című repüléstörténeti múzeum megtekintése.

### Természeti örökség
Hortobágyi Nemzeti Park (Észak-Alföld és Tisza-tó turisztikai régiók) – 1973. január 1-jén hozta létre az Országos Természetvédelmi Hivatal hazánk első nemzeti parkjaként. Területe 82 000 ha. 1999. november 30-án Marrakeshben, az UNESCO Világörökség Bizottságának ülésén felvették a Hortobágyi Nemzeti Park egész területét a Világ Kulturális és Természeti Örökségének listájára. Bemutatóhelyei: a Hortobágyi-Halastavi Bemutatóterület, a Hortobágyi Pásztormúzeum (Hortobágy falu), a Mátai ménes (Hortobágy falu), a Pusztai Állatpark (Hortobágy 2 km), a Körszín (Hortobágy falu), a Nyugati Fogadóház (33-as út leágazás), a Szálkahalmi Őrház (33-as főút 79.km), a Tájház (Nagyiván), a Meggyes Csárdamúzeum (33-as főút 60.km), a Szélmalmi Fogadóház (Karcag). A bemutatóhelyek egy része az Észak-Alföld turisztikai régió területén fekszik.
A régió legsekélyebb északkeleti területen, a tiszavalki medencében alakult ki a Tisza-tavi Madárrezervátum, amely – a Hortobágyi Nemzeti Park része. A mintegy 200 madárfaj csaknem fele költésre érkezik a területre, 81 faj átvonul, s nagyjából 20 faj itt telel.

### Rendezvények
A régió bővelkedik kulturális rendezvényekben, pl. Tiszafüredi Halasnapok, Tisza-tavi vízikarnevál, Nemzetközi Rock Pódium, lovasnapok, "1000 év hagyományai – európai régió" rendezvény, Tisza-tó szépe választás.

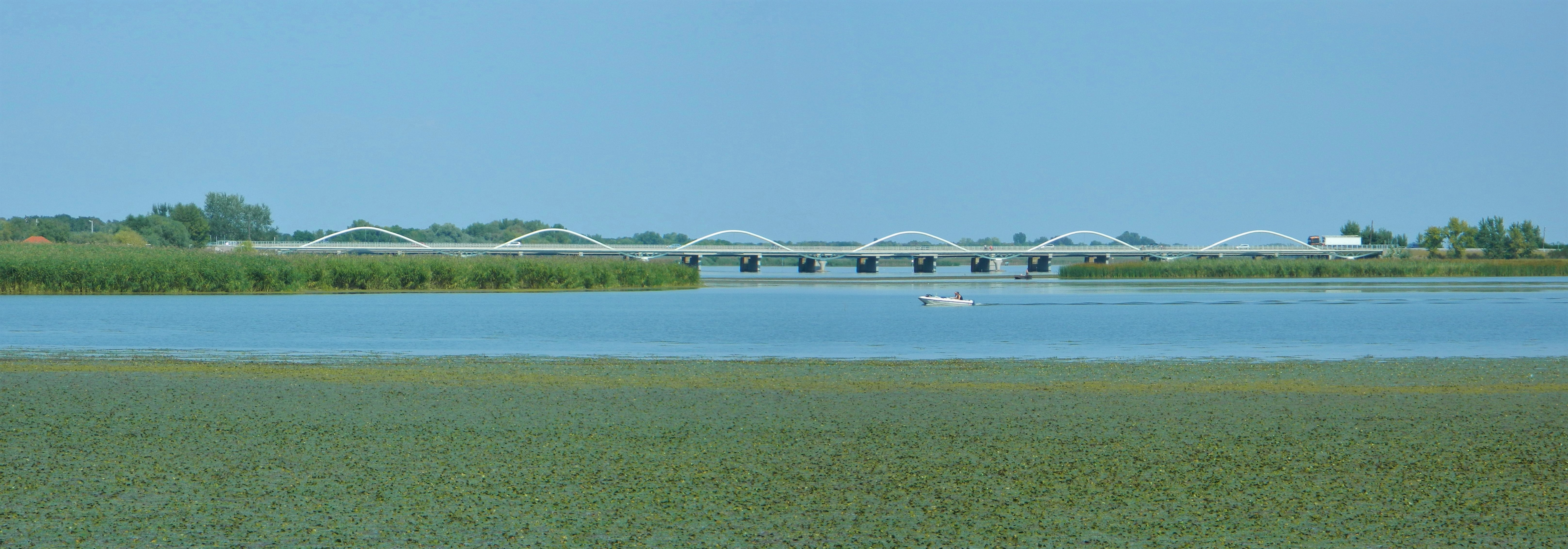
2020. július 20-án átadott Tisza-tavi kerékpáros út Tisza hídja Tiszafürednél.